# Fruto prohibido
Fruto prohibido est une émission de télévision chilienne diffusée sur la chaîne de télévision TVN (Chili) et présentée par Ignacio Franzani et Katherine Salosny. Diffusée tous les mardis à 23h00.

## Animateurs

### Animateur actuel
- Ignacio Franzani (2011-2012)
- Katherine Salosny (2011-2012)

## Panélistes

### Panélistes actuels
- José Antonio Nemé

## Reporter
- Arianda Sodi

## Invités
| Épisodes | Date         | Audience | Références | Invités                                                                                              |
| -------- | ------------ | -------- | ---------- | --- |
| 1        | 7 juin 2011  | 11 pts   | [ 1 ]      | Antonio Banderas Martha Rivera Miguel Piñera Nicolás Massú Dayanne Mello Ivan Moreira Pablo Mackenna |
| 2        | 14 juin 2011 | 16,4 pts | [ 2 ]      | María José López Padre Alberto                                                                       |
| 3        | 21 juin 2011 |          |            | Mago Larraín Pancho Puelma                                                                           |
| 4        | 28 juin 2011 |          |            | Ena von Baer Femme vampire DJ Méndez                                                                 |